# Sant Llorenç Korfbal Club
Sant Llorenç Korfbal Club is een Spaanse korfbalvereniging uit Sant Llorenç Savall, in de regio Barcelona, Catalonië.

## Geschiedenis
Sant Llorenç Korfbal Club is opgericht in 1992 en is hiermee 1 van de oudere Spaanse korfbalclubs uit het land.

## Erelijst
- Spaans zaalkampioen, 4x (1996, 1997, 2000, 2001)
- Spaans bekerkampioen, 4x (2005, 2006, 2008, 2009)